# Đảo Moskito

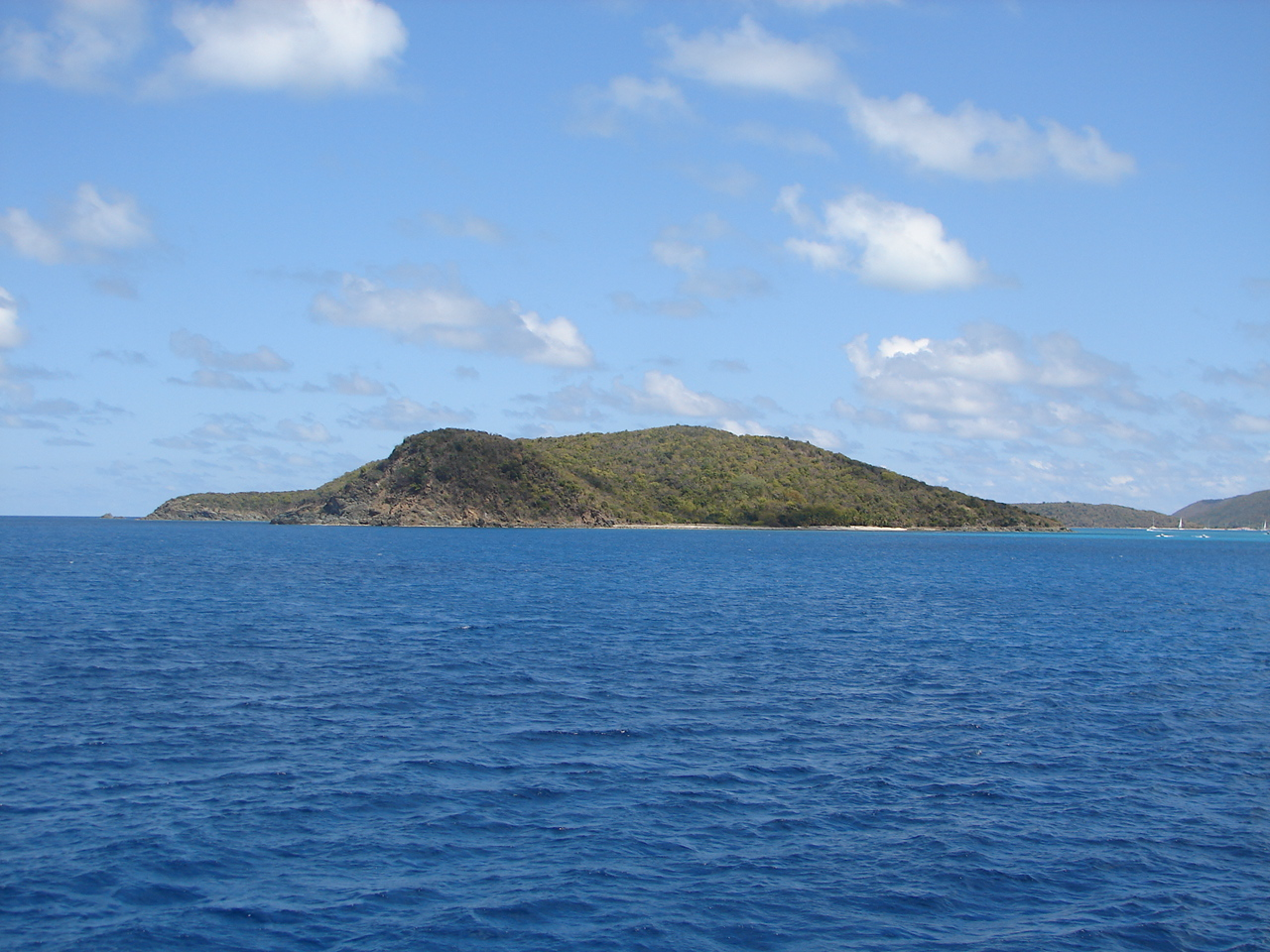
Đảo Moskito.

Đảo Moskito hay đảo Mosquito là một hòn đảo nằm ngoài khơi bờ biển của Virgin Gorda. Nó là một nơi du lịch lý tưởng cho những người yêu thích môn lặn cũng như cho các thủy thủ. Nhà tỉ phú Richard Branson đã mua hòn đảo này vào năm 2007 với giá 10 triệu bảng Anh. Công ty Virgin Limited Edition của ông dự tính biến hòn đảo này thành một địa điểm du lịch sinh thái trọng điểm của quần đảo Virgin thuộc Anh và, trong quá trình đầu tư sẽ chú trọng tối đa đến việc bảo vệ môi trường và hạn chế xả khí thải gây ô nhiễm.
Gần đây, Branson tuyên bố ông dự định đưa loài vượn cáo đuôi vòng từ các vườn bách thú ở Canada, Thụy Điển và Nam Phi về đảo nhằm gây giống chúng trong điều kiện tự nhiên. Sau đó, rất có thể các loài vượn cáo cổ khoang đỏ vượn cáo Sifaka sẽ là cư dân tiếp theo. Kế hoạch này đã gặp phải sự chỉ trích của một số nhà bảo vệ môi trường.
Đảo Moskito tọa lạc ở phía Tây của Gorda Sound, kế cạnh với Virgin Gorda và gần đảo Necker, vốn cũng thuộc sở hữu của Branson.